# Fernei Ibargüen
Fernei David Ibargüen Asprilla (Istmina, Chocó, Colombia; 30 de julio de 1993) es un futbolista colombiano que juega en la posición de defensa central y actualmente se encuentra sin equipo.

## Clubes
| Club            | País     | Año         |
| --------------- | -------- | ----------- |
| Envigado F. C.  | Colombia | 2011 - 2012 |
| Águilas Doradas | Colombia | 2017 - 2019 |
| Cortuluá        | Colombia | 2020        |
| Sport Boys      | Perú     | 2021        |